# Celtas Cortos
Celtas Cortos – hiszpański zespół muzyczny założony w 1986 w Valladolid. Jest hiszpańskim przedstawicielem muzyki celtyckiej. Założony był przez czwórkę przyjaciół, którzy wspólnie grali w zespole Alemenara i zdecydowali się pod nazwą Colectivo Eurofolk wziąć udział w konkursie muzyki. Zdobyli pierwszą nagrodę w konkursie, po czym postanowili zmienić nazwę na Celtas Cortos i kontynuować wspólną grę. Obrana nazwa zespołu pochodziła od hiszpańskiej marki papierosów.
Pierwszym oficjalnym nagraniem zespołu był album zatytułowany Así es como suena: folk joven, nagrany wspólnie z innymi wykonawcami, z którymi ex-aequo zajęli pierwsze miejsce w innym konkursie.
Pierwszym własnym wydanym albumem była Salida de Emergencia, zawierająca wyłącznie utwory instrumentalne. Następnie po dołączeniu do zespołu wokalisty Jesús H. Cifuentes (Cifu) nagrano
kolejne albumy łącząc wiele stylów muzyki.
W roku 2002 zespół opuścił wokalista Cifu, wracając ponownie w roku 2006, aby nagrać album w 20 rocznicę założenia zespołu.

## Dyskografia
- 1988 – Así es como suena: folk joven
- 1989 – Salida de emergencia
- 1990 – Gente impresentable
- 1991 – Cuéntame un cuento
- 1993 – Tranquilo majete
- 1995 – ¡Vamos!
- 1996 – En estos días inciertos
- 1997 – Nos vemos en los bares
- 1998 – El alquimista loco
- 1999 – The best of (Recopilatorio)
- 1999 – Tienes la puerta abierta
- 2001 – Grandes éxitos, pequeños regalos
- 2002 – Gente distinta (Recopilatorio)
- 2003 – C’est la vie
- 2004 – Celtificado
- 2006 – 20 soplando versos
- 2008 – 40 de abril
- 2010 – Introversiones